# Кітіссор
Кітіссор (дав.-гр. Κυτίσσωρος) — персонаж давньогрецької міфології, старший з чотирьох синів Фрікса і Халкіопі, дочки колхидського царя Еета. 
Корабель, на якому Кітіссор і його брати Арг, Мелан і Фронтіса слідували з Колхиди в Грецію, затонув під час сильного шторму. Братів, які врятувалися на колоді, викинуло на берег поблизу табору аргонавтів, які прямували до Колхиди за золотим руном. За батьком брати були родичами багатьом з аргонавтів і приєдналися до походу. Повернувшись з Колхиди, Кітіссор врятував свого діда Атаманта, якого збиралися принести в жертву згідно з оракулом по велінню Зевса. Тоді Зевс образився і проголосив, що відтепер старший син Атамантідів під загрозою смерті не повинен входити в раду (пританей). Згодом ця вимога суворо дотримувалося.